# ニキータ・カツァラポフ
ニキータ・ゲンナジェヴィチ・カツァラポフ（ロシア語: Ники́та Генна́дьевич Кацала́пов, ロシア語ラテン翻字: Nikita Gennadyevich Katsalapov, 1991年7月10日 - ）は、ロシア出身の男性フィギュアスケート(アイスダンス)選手。パートナーはヴィクトリヤ・シニツィナ、エレーナ・イリニフなど。
2014年ソチオリンピック銅メダリスト、団体戦金メダリスト。2019年世界選手権、2018年グランプリファイナル2位、2010年世界ジュニアフィギュアスケート選手権優勝。

## 経歴

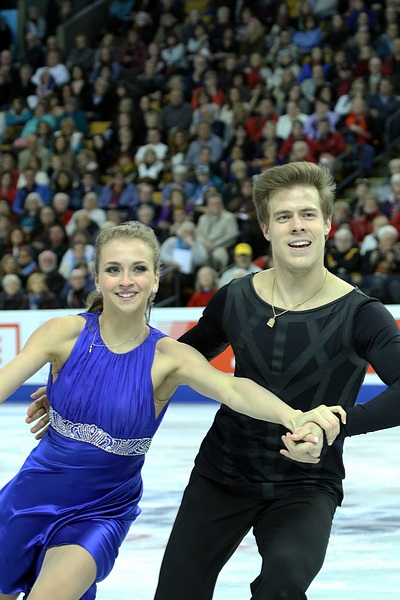
2016年世界選手権FD

1991年モスクワ生まれ。4歳でスケートを始める。子供のアイスショーに参加する傍ら、母に技術レッスンを受ける。やがてショーよりもスポーツとしてのスケートを選択。選手育成拠点のある市内ソコリニキに通い、マリナ・ドゥルジクらの指導を受ける。2002-03年シーズンのロシアジュニア選手権の男子シングルノービスクラスで3位となる。
13歳で母の助言によりアイスダンスをはじめ、アメリカでアレクサンドル・ズーリンの指導のもとエレーナ・イリニフとカップルを組むが、ズーリンのロシア帰国に際しカツァラポフはモスクワに戻り、アメリカに残ったイリニフとのカップルを解消する。アンゲリカ・カブィシェワと組むが1シーズン半で解散、ロシアに戻ったイリニフとのカップルを2008年に再結成、2008-09年シーズンのロシアジュニア選手権で4位となる。
国際競技会デビューとなった翌2009-2010シーズン、ジュニアグランプリシリーズ2大会で優勝、ジュニアグランプリファイナルでも2位。世界ジュニア選手権で優勝する。
2010-2011シーズン、ロステレコム杯では銅メダルを獲得。ロシア選手権では3位に入り、ヨーロッパ選手権の代表に選出され、4位入賞を果たした。ロシアのカップルで2番目の成績を収めたため、世界選手権の代表にも選出された。SDは6位と上々の滑り出しだったが、FDでは地元ロシアの観客の大歓声で音楽のスタートが分からないまま演技をスタート。精彩を欠いた演技でSDより順位を1つ落とし7位入賞に留まった。シーズン終了後、アレクサンドル・ズーリンからニコライ・モロゾフへコーチを変更。変更の理由として、十分に練習環境を整えてもらえなかったことを挙げている。
2011-2012シーズン、NHK杯ではSDで首位に立った。しかし、FDのウォームアップ中にイリニフがフェンスに衝突しひざを負傷。順位を落とし3位で大会を終え、エキシビションは欠場した。続くエリック・ボンパール杯では4位。ロシア選手権では前年より順位を1つ上げ2位。ヨーロッパ選手権ではSDで7位と出遅れ最終グループ入りを逃すが、FDでは3位で総合3位まで順位を上げ、初のメダルを獲得した。4位との差はわずか0.03ポイントしかなかった。世界選手権は予選から安定した演技を見せ5位入賞。ロシアのカップルでは最上位の成績だった。
2012-2013シーズン、ロステレコム杯では2位。NHK杯ではSDの後にイリニフが食中毒を起こしてしまうが、FDを滑り2位に入った。グランプリファイナルに初進出し、そこでは6位だった。ヨーロッパ選手権では前年より順位を上げ2位。世界選手権はレベルを取りこぼし9位に終わった。
2013-2014シーズン、4年連続出場のNHK杯では4位。エリック・ボンパール杯では地元のナタリー・ペシャラ / ファビアン・ブルザ組を破り2位。ヨーロッパ選手権のSDでは僅差の2位に付けるも、FDのシンクロナイズドツイズルでイリニフが転倒し2年連続の2位となった。ソチオリンピックの団体戦ではFDに出場し自己ベストを更新。金メダルを獲得した。個人戦ではSD、FD共に大幅に自己ベストを更新し、銅メダルを獲得した。世界選手権ではSDのシンクロナイズドツイズルの2本目を回ることができずノーバリューとなり5位と出遅れる。FDでは1位となり巻き返すも4位に終わった。世界選手権後にはイリニフとのカップルを解散した。4月11日にはヴィクトリヤ・シニツィナとのカップルが結成され、アメリカのミシガン州カントンでマリナ・ズエワの指導を受ける。
2014-2015シーズン、ロステレコム杯では4位。NHK杯では2度のリフトの落下もあり7位に沈んだ。ロシア選手権では4位。
2015-2016シーズン、スケートアメリカで銀メダルを獲得。ロステレコム杯では銅メダルを獲得した。ロシア選手権はSDで首位に立つも、FDのシンクロナイズドツイズルでミスを犯し、2位に順位を落とした。欧州選手権では4位、世界選手権では9位となった。
2016-2017シーズン直前にロシアに帰国し、オレグ・ボルコフの元で練習を始めた。それに加え、エレーナ・チャイコフスカヤの指導も受け始めた。ロシア選手権では3位となり、欧州選手権代表に選出されるも、ロシアカップルの3組中最下位の10位に沈んだ。シーズン終了後、6年ぶりにアレクサンドル・ズーリンにコーチを戻した。
2018-2019シーズン以降、ガブリエラ・パパダキス/ギヨーム・シゼロン組相手に何度も苦杯を飲まされ続けていたが、2020年の欧州選手権のRDで2位ながらパパダキス/シゼロン組とは僅か0.05点差とこのペアを倒す最大の好機が訪れた。そして迎えたFDはカーブリフトこそ危なかったがそれ以外は安定した演舞で首位に立つ。その後のパパダキス/シゼロン組にミスが相次いだ事が幸いし初めてパパダキス/シゼロン組を倒して初優勝を飾った。
2022年3月18日、モスクワのルジニキ・スタジアムでのクリミア半島併合から8年を祝う式典で、ロシア軍やプーチン大統領を支持するシンボルである「Z」の文字が入ったジャケットを着用した。

## 主な戦績
- ヴィクトリヤ・シニツィナとのカップル

| 大会/年                | 2014-15 | 2015-16 | 2016-17 | 2017-18 | 2018-19 | 2019-20 | 2020-21 | 2021-22 |
| ---------------------- | ------- | ------- | ------- | ------- | ------- | ------- | ------- | ------- |
| 冬季オリンピック       |         |         |         |         |         |         |         | 2       |
| 冬季オリンピック団体戦 |         |         |         |         |         |         |         | 3       |
| 世界選手権             |         | 9       |         |         | 2       | 中止    | 1       |         |
| 欧州選手権             |         | 4       | 12      |         | 4       | 1       |         | 1       |
| 世界国別対抗戦         |         |         |         |         | T3 / P2 |         | T1 / P1 |         |
| ロシア選手権           | 4       | 2       | 3       | WD      | 1       | 1       | WD      | WD      |
| GPファイナル           |         |         |         |         | 2       | 6       |         | 中止    |
| GP NHK杯               | 7       |         | 5       | 4       |         |         |         | 1       |
| GPロステレコム杯       | 4       | 3       |         |         |         | 1       | 1       | 1       |
| GP中国杯               |         |         | 4       |         |         | 1       |         |         |
| GPフランス杯           |         |         |         |         | 2       |         |         |         |
| GPスケートカナダ       |         |         |         |         | 2       |         |         |         |
| GPスケートアメリカ     |         | 2       |         |         |         |         |         |         |
| CSデニステンメモリアル |         |         |         |         |         |         |         | WD      |
| CSネペラ杯             |         |         |         |         | 1       | 1       |         |         |
| CSアイススター         |         |         |         | 3       |         |         |         |         |
| 上海トロフィー         |         |         |         |         |         | 1       |         |         |

- エレーナ・イリニフとのカップル

| 大会/年            | 2008-09 | 2009-10 | 2010-11 | 2011-12 | 2012-13 | 2013-14 |
| ------------------ | ------- | ------- | ------- | ------- | ------- | ------- |
| 冬季オリンピック   |         |         |         |         |         | 3       |
| 世界選手権         |         |         | 7       | 5       | 9       | 4       |
| 欧州選手権         |         |         | 4       | 3       | 2       | 2       |
| 世界国別対抗戦     |         |         |         | T5 / P5 |         |         |
| ロシア選手権       |         |         | 3       | 2       | 2       | 2       |
| GPファイナル       |         |         |         |         | 6       |         |
| GPエリック杯       |         |         |         | 4       |         | 2       |
| GP NHK杯           |         |         | 4       | 3       | 2       | 4       |
| GPロステレコム杯   |         |         | 3       |         | 2       |         |
| クリスタルスケート |         |         |         |         | 1       |         |
| 世界Jr.選手権      |         | 1       |         |         |         |         |
| ロシアJr.選手権    | 4       | 2       |         |         |         |         |
| JGPファイナル      |         | 2       |         |         |         |         |
| JGPトルン杯        |         | 1       |         |         |         |         |
| JGPブダペスト      |         | 1       |         |         |         |         |

### 詳細
| 2020-2021 シーズン   |                                                |         |          |      |
| 開催日               | 大会名                                         | RD      | FD       | 結果 |
| 2021年4月15日 - 18日 | 2021年世界フィギュアスケート国別対抗戦（大阪） | 1 86.66 | 1 130.15 |      |

| 2019-2020 シーズン    |                                                        |         |          |          |
| 開催日                | 大会名                                                 | RD      | FD       | 結果     |
| 2020年1月20日 - 26日  | 2020年ヨーロッパフィギュアスケート選手権（グラーツ）   | 2 88.73 | 1 131.69 | 1 220.42 |
| 2019年12月5日 - 8日   | 2019/2020 ISUグランプリファイナル（トリノ）            | 4 81.51 | 6 121.88 | 6 203.39 |
| 2019年11月15日 - 17日 | ISUグランプリシリーズ ロステレコム杯（モスクワ）       | 1 86.09 | 1 126.06 | 1 212.15 |
| 2019年11月8日 - 10日  | ISUグランプリシリーズ 中国杯（重慶）                   | 1 85.39 | 2 124.51 | 1 209.90 |
| 2019年9月19日 - 21日  | ISUチャレンジャーシリーズ ネペラ記念（ブラチスラヴァ） | 1 78.44 | 1 119.70 | 1 198.04 |

| 2018-2019 シーズン    |                                                          |         |          |          |
| 開催日                | 大会名                                                   | RD      | FD       | 結果     |
| 2019年3月20日 - 24日  | 2019年世界フィギュアスケート選手権（さいたま）           | 2 83.94 | 2 127.82 | 2 211.76 |
| 2019年1月21日 - 27日  | 2019年ヨーロッパフィギュアスケート選手権（ミンスク）     | 5 70.24 | 3 123.71 | 4 193.95 |
| 2018年12月19日 - 23日 | ロシアフィギュアスケート選手権（サランスク）             | 1 84.01 | 1 128.31 | 1 212.32 |
| 2018年12月5日 - 9日   | 2018/2019 ISUグランプリファイナル（バンクーバー）        | 3 77.33 | 2 124.04 | 2 201.37 |
| 2018年11月23日 - 25日 | ISUグランプリシリーズ 2018年フランス国際（グルノーブル） | 2 77.91 | 2 122.47 | 2 200.38 |
| 2018年10月26日 - 28日 | ISUグランプリシリーズ2018年スケートカナダ（ラヴァル）    | 2 74.66 | 1 125.01 | 2 195.17 |
| 2018年9月20日 - 22日  | CSオンドレイネペラ杯（ブラチスラヴァ）                   | 1 75.96 | 1 120.46 | 1 196.42 |

| 2017-2018 シーズン    |                                                   |         |          |          |
| 開催日                | 大会名                                            | SD      | FD       | 結果     |
| 2017年11月10日 - 12日 | ISUグランプリシリーズNHK杯（大阪）                | 4 72.49 | 4 104.66 | 4 177.15 |
| 2017年10月26日 - 29日 | ISUチャレンジャーシリーズアイススター（ミンスク） | 3 63.81 | 3 101.49 | 3 165.30 |

| 2016-2017 シーズン    |                                                          |         |          |           |
| 開催日                | 大会名                                                   | SD      | FD       | 結果      |
| 2017年1月25日 - 29日  | 2017年ヨーロッパフィギュアスケート選手権（オストラヴァ） | 8 64.67 | 12 89.84 | 10 154.51 |
| 2016年12月20日 - 25日 | ロシアフィギュアスケート選手権（チェリャビンスク）       | 3 73.78 | 4 104.67 | 3 178.45  |
| 2016年11月25日 - 27日 | ISUグランプリシリーズ NHK杯（札幌）                      | 4 68.85 | 5 100.77 | 5 169.62  |
| 2016年11月18日 - 20日 | ISUグランプリシリーズ 中国杯（北京）                     | 4 70.24 | 4 101.70 | 4 171.94  |

| 2015-2016 シーズン     |                                                            |         |           |          |
| 開催日                 | 大会名                                                     | SD      | FD        | 結果     |
| 2016年3月26日 - 4月3日 | 2016年世界フィギュアスケート選手権（ボストン）             | 9 67.68 | 10 101.29 | 9 168.97 |
| 2016年1月25日 - 31日   | 2016年ヨーロッパフィギュアスケート選手権（ブラチスラヴァ） | 4 68.33 | 4 104.32  | 4 172.65 |
| 2015年12月23日 - 27日  | ロシアフィギュアスケート選手権（エカテリンブルク）         | 1 73.96 | 3 101.87  | 2 175.83 |
| 2015年11月20日 - 22日  | ISUグランプリシリーズ ロステレコム杯（モスクワ）           | 3 63.63 | 3 103.77  | 3 167.40 |
| 2015年10月23日 - 25日  | ISUグランプリシリーズ スケートアメリカ（ミルウォーキー）   | 2 62.76 | 2 99.45   | 2 162.21 |

| 2014-2015 シーズン    |                                                  |         |         |          |
| 開催日                | 大会名                                           | SD      | FD      | 結果     |
| 2014年12月24日 - 28日 | ロシアフィギュアスケート選手権（ソチ）           | 4 60.79 | 4 97.78 | 4 158.57 |
| 2014年11月28日 - 30日 | ISUグランプリシリーズ NHK杯（門真）              | 5 54.94 | 8 67.37 | 7 122.31 |
| 2014年11月14日 - 16日 | ISUグランプリシリーズ ロステレコム杯（モスクワ） | 4 57.96 | 4 89.59 | 4 147.55 |

| 2013-2014 シーズン    |                                                        |         |          |          |
| 開催日                | 大会名                                                 | SD      | FD       | 結果     |
| 2014年3月24日 - 30日  | 2014年世界フィギュアスケート選手権（さいたま）         | 5 65.67 | 1 108.71 | 4 174.38 |
| 2014年2月6日 - 22日   | ソチオリンピック（ソチ）                               | 3 73.04 | 3 110.44 | 3 183.48 |
| 2014年2月6日 - 22日   | ソチオリンピック 団体戦（ソチ）                        | -       | 3 103.48 | 1 団体   |
| 2014年1月13日 - 19日  | 2014年ヨーロッパフィギュアスケート選手権（ブダペスト） | 2 69.54 | 2 100.97 | 2 170.51 |
| 2013年12月22日 - 27日 | ロシアフィギュアスケート選手権（ソチ）                 | 2 68.67 | 2 99.34  | 2 168.01 |
| 2013年11月15日 - 17日 | ISUグランプリシリーズ エリックボンパール杯（パリ）     | 3 69.07 | 2 102.82 | 2 171.89 |
| 2013年11月8日 - 10日  | ISUグランプリシリーズ NHK杯（東京）                    | 4 61.35 | 4 94.02  | 4 155.37 |

| 2012-2013 シーズン       |                                                      |         |          |          |
| 開催日                   | 大会名                                               | SD      | FD       | 結果     |
| 2013年3月10日 - 17日     | 2013年世界フィギュアスケート選手権（ロンドン）       | 9 66.07 | 10 91.45 | 9 157.52 |
| 2013年1月23日 - 27日     | 2013年ヨーロッパフィギュアスケート選手権（ザグレブ） | 2 68.98 | 1 100.16 | 2 169.14 |
| 2012年12月24日 - 28日    | ロシアフィギュアスケート選手権（ソチ）               | 2 66.14 | 2 105.53 | 2 171.67 |
| 2012年12月6日 - 9日      | 2012/2013 ISUグランプリファイナル（ソチ）            | 6 63.56 | 5 92.80  | 6 156.36 |
| 2012年11月23日 - 25日    | ISUグランプリシリーズ NHK杯（利府）                  | 3 59.96 | 2 96.66  | 2 156.62 |
| 2012年11月9日 - 11日     | ISUグランプリシリーズ ロステレコム杯（モスクワ）     | 2 65.70 | 2 92.76  | 2 158.46 |
| 2012年10月30日 - 11月4日 | 2012年クリスタルスケート（ブラショフ）               | 1 70.95 | 1 103.61 | 1 174.56 |

| 2011-2012 シーズン   |                                                            |         |         |         |          |
| 開催日               | 大会名                                                     | 予選    | SD      | FD      | 結果     |
| 2012年4月19日-22日   | 2012年世界フィギュアスケート国別対抗戦（東京）             | -       | 5 60.44 | 5 86.40 | 5 146.84 |
| 2012年3月26日-4月1日 | 2012年世界フィギュアスケート選手権（ニース）               | 1 92.40 | 5 65.34 | 5 95.66 | 5 161.00 |
| 2012年1月23日-29日   | 2012年ヨーロッパフィギュアスケート選手権（シェフィールド） | -       | 7 59.49 | 3 93.63 | 3 153.12 |
| 2011年12月24日-28日  | ロシアフィギュアスケート選手権（サランスク）               | -       | 2 66.94 | 2 95.00 | 2 161.94 |
| 2011年11月18日-20日  | ISUグランプリシリーズ エリック・ボンパール杯（パリ）       | -       | 7 58.17 | 7 82.15 | 7 140.32 |
| 2011年11月11日-13日  | ISUグランプリシリーズ NHK杯（札幌）                        | -       | 1 61.83 | 3 87.65 | 3 149.48 |

| 2010-2011 シーズン     |                                                    |         |          |          |
| 開催日                 | 大会名                                             | SD      | FD       | 結果     |
| 2011年4月24日 - 5月1日 | 2011年世界フィギュアスケート選手権（モスクワ）     | 6 65.51 | 10 88.99 | 7 154.50 |
| 2011年1月24日 - 30日   | 2011年ヨーロッパフィギュアスケート選手権（ベルン） | 4 60.93 | 4 92.55  | 4 153.48 |
| 2010年12月25日 - 29日  | ロシアフィギュアスケート選手権（サランスク）       | 2 62.30 | 4 87.42  | 3 149.72 |
| 2010年11月19日 - 21日  | ISUグランプリシリーズ ロステレコム杯（モスクワ）   | 6 49.14 | 2 85.65  | 3 134.79 |
| 2010年10月22日 - 24日  | ISUグランプリシリーズ NHK杯（名古屋）              | 3 56.89 | 4 78.16  | 4 135.05 |

| 2009-2010 シーズン |                                                      |         |         |         |          |
| 開催日             | 大会名                                               | CD      | OD      | FD      | 結果     |
| 2010年3月9日-12日  | 2010年世界ジュニアフィギュアスケート選手権（ハーグ） | 1 37.52 | 1 59.94 | 1 90.82 | 1 188.28 |
| 2010年2月3日-6日   | ロシアジュニアフィギュアスケート選手権（サランスク） | 2 36.85 | 2 60.00 | 2 87.66 | 2 184.51 |
| 2009年12月5日-6日  | 2009/2010 ISUジュニアグランプリファイナル（東京）    | -       | 3 54.35 | 2 85.01 | 2 139.36 |
| 2009年9月10日-12日 | ISUジュニアグランプリ トルン杯（トルン）             | 1 35.02 | 1 54.03 | 1 82.56 | 1 171.61 |
| 2009年8月27日-29日 | ISUジュニアグランプリ ブダペスト（ブダペスト）       | 1 34.10 | 1 50.46 | 1 81.50 | 1 166.06 |

| 2008-2009 シーズン |                                                      |         |         |         |          |
| 開催日             | 大会名                                               | CD      | OD      | FD      | 結果     |
| 2009年1月28日-31日 | ロシアジュニアフィギュアスケート選手権（サランスク） | 5 29.37 | 5 49.28 | 4 77.06 | 4 155.71 |

## プログラム使用曲
| シーズン  | RD | FD | EX |
| --------- | --- | --- | --- |
| 2020-2021 | 雨に唄えば 振付：セルゲイ・ペチュホフ                                                                                         | I Giorni: Andante 作曲：ルドヴィコ・エイナウディ 振付：セルゲイ・ペチュホフ                                                   | |
| 2019-2020 | 雨に唄えば | I Giorni 作曲：ルドヴィコ・エイナウディ 我が母の教えたまいし歌 作曲：アントニン・ドヴォルザーク                               | |
| 2018-2019 | タンゴ：ブエノスアイレスの夏 作曲：アストル・ピアソラ 演奏：ラウル・ガレーロ                                                  | G線上のアリア 作曲：ヨハン・ゼバスティアン・バッハ プニャーニの様式による 前奏曲とアレグロ 作曲： フリッツ・クライスラー      | The Man I Love ボーカル：エラ・フィッツジェラルド |
| シーズン  | SD | FD | EX |
| 2017-2018 | ルンバ：Balumukeno / 曲：ボンガ Agua De Beber / 曲：アル・ジャロウ サンバ：Batucada Brasileira                                | ピアノ協奏曲第２番作品18 作曲：セルゲイ・ラフマニノフ                                                                         | Going To The Run 曲：ゴールデン・イヤリング |
| 2016-2017 | ブルース：Love Creole 作曲：デューク・エリントン スウィング：It Don't Mean A Thing ボーカル：トニー・ベネット、レディー・ガガ | Tango Ballet 作曲：アストル・ピアソラ                                                                                         | Going To The Run 曲：ゴールデン・イヤリング |
| 2015-2016 | ワルツ、マーチ、ポルカ：バレエ『白鳥の湖』より 作曲：ピョートル・チャイコフスキー                                             | イオ・チ・サロ ボーカル：アンドレア・ボチェッリ 演奏：ラン・ラン                                                              | アンダンテ・スピアナートと華麗なる大ポロネーズ 映画『戦場のピアニスト』サウンドトラックより 作曲：フレデリック・ショパン                                                                                        |
| 2014-2015 | フラメンコ：Toitas las Mares ボーカル：マノロ・カラコール パソドブレ：The Dance 作曲：ミシェル・ルグラン                      | Did You Ever Feel Lonely The Messiah Will Come Again 作曲：ゲイリー・ムーア                                                   | アンダンテ・スピアナートと華麗なる大ポロネーズ 映画『戦場のピアニスト』サウンドトラックより 作曲：フレデリック・ショパン                                                                                        |
| 2013-2014 | クイックステップ：素敵なあなた フォックストロット：16 Tons クイックステップ：シング・シング・シング                           | バレエ『白鳥の湖』より 作曲：ピョートル・チャイコフスキー                                                                     | アルビノーニのアダージョ モダンアレンジ 作曲：レモ・ジャゾットApologize 曲：ティンバランド feat. ワンリパブリックSnow ボーカル：フィリップ・キルコロフI believe 作曲：西尾芳彦 ボーカル：ヘイリー・ウェステンラ |
| 2012-2013 | アンディジャン・ポルカ | ミュージカル『ゴースト・ザ・ミュージカル』サウンドトラックより 作曲：デイヴ・スチュワート、グレン・バラード                   | Capricious Horses by Garik SukachevSomeone Like You 曲：アデル |
| 2011-2012 | Hip Hip Chin Chin 曲：クラブ・ド・ベルーガ マシュ・ケ・ナダ 作曲：セルジオ・メンデス Mujer Latina 作曲：Kike Santander        | カッチーニのアヴェ・マリア ボーカル：トーマス・スペンサー＝ワートリー                                                         | Someone Like You 曲：アデルBlack velvet ボーカル：アランナ・マイルズある愛の詩 ボーカル：ミレイユ・マチュー |
| 2010-2011 | ワルツ：映画『アゴニー』サウンドトラックより 作曲：アルフレート・シュニトケ タンゴ                                            | バレエ『ドン・キホーテ』より 作曲：レオン・ミンクス                                                                           | I Put a Spell on You ボーカル：ニーナ・シモン可愛い花 ロック・アラウンド・ザ・クロック |
| シーズン  | OD | FD | EX |
| 2009-2010 | Panpipes of the Andesより 曲：インカンテーション                                                                              | 映画『シンドラーのリスト』より 作曲：ジョン・ウィリアムズ ミュージカル『屋根の上のバイオリン弾き』より 作曲：ジェリー・ボック | 可愛い花 ロック・アラウンド・ザ・クロック |